# Lapsias
Lapsias (лат.) — род пауков из семейства пауков-скакунов. Неотропика. 6 видов. У самок имеется коготок на тарзусе пальп, благодаря которому род рассматривается в качестве базальной группы среди лапсиин (группа родов из состава Spartaeinae)

## Распространение
Южная Америка (Венесуэла, Гайана).

## Классификация
Выделяют 6 видов.
- Lapsias ciliatus Simon, 1900 — Венесуэла
- Lapsias cyrboides Simon, 1900 — Венесуэла
- Lapsias estebanensis Simon, 1900 — Венесуэлаtypus
- Lapsias guianensis Caporiacco, 1947 — Гайана
- Lapsias melanopygus Caporiacco, 1947 — Гайана
- Lapsias tovarensis Simon, 1901 — Венесуэла